# Qian Yunhui
Qian Yunhui (1957 - 25 décembre 2010) est un chef du village de Zhaiqiao dans le comté de Puqi de la province du Zhejiang en Chine, qui avait une longue pratique de pétition contre les abus présumés du gouvernement local. Il est décédé le 25 décembre 2010 après avoir été écrasé par les roues d'un camion dans des circonstances suspectes.
L'affaire Qian Yunhui, qui s'est déroulée dans le village de Zhejiang, est un exemple emblématique de l'expropriation de citoyens vivants sur des terrains appartenant à la collectivité. Après qu'une entreprise a acheté 150 hectares pour y construire une usine électrique, les habitants qui vivaient sur ces terrains ont été expulsés sans recevoir les indemnisations promises.
Qian Yunhui est alors le responsable local du Parti communiste chinois. Il décide de soutenir les habitants qui se considèrent spoliés. Il intervient dans un premier temps auprès des responsables de la province, mais sans succès. Il décide alors de « pétitionner » directement auprès des autorités nationales à Pékin. Son entêtement lui vaut d'être emprisonné à trois reprises. Une fois libéré, il envisage de se représenter dans son village pour être élu de nouveau à la tête du village.
L'ancien élu communiste est, selon la version officielle, mort dans un accident de la circulation le matin de Noël à l'âge de 53 ans. Des photos le montrent sous la roue d'un camion. Les images, diffusées à la télévision publique chinoise, montrent seulement un personnage qui marche avant que la vidéo ne soit floue et se termine avec le plan d'une roue de camion. De nombreuses voix ont mis en doute la version officielle, et cette affaire a rapidement suscité la polémique en raison des allégations d'assassinat et une corruption présumée des autorités locales et régionales. Des groupes, incluant des avocats et des militants des droits de l'homme, se sont formés afin de mener leur propre enquête, permettant ainsi une enquête citoyenne sur cette affaire.

## Mémoire
L'artiste chinois Ai Weiwei a publié sur Internet une enquête vidéo sur l'affaire. Le documentaire d'une durée de 1 heure et 42 minutes est visible sur YouTube, mais pas en Chine. Pour Ai Weiwei, il est impossible de savoir comment Qian Yunhui est mort, car « en Chine, la vérité n'existe pas ».